# Memorial do Descobrimento
Memorial do Descobrimento é um parque brasileiro, situado em Araquari.
Possui uma superficie de 56.000 m², com árvores nativas, uma lagoa, além de uma réplica fiel de uma nau da frota de Pedro Álvares Cabral: a Espera do capitão Nicolau Coelho,  com trinta metros de comprimento, mais de oito metros de boca (largura), vinte e sete metros de mastro e cem toneladas de ipê champanha.